# Ivànkovo
Ivànkovo (en rus: Иваньково) és un poble de l'óblast de Vladímir, a Rússia, segons el cens del 2010 tenia 136 habitants. Pertany al districte municipal de Múrom.